# Acerwulus

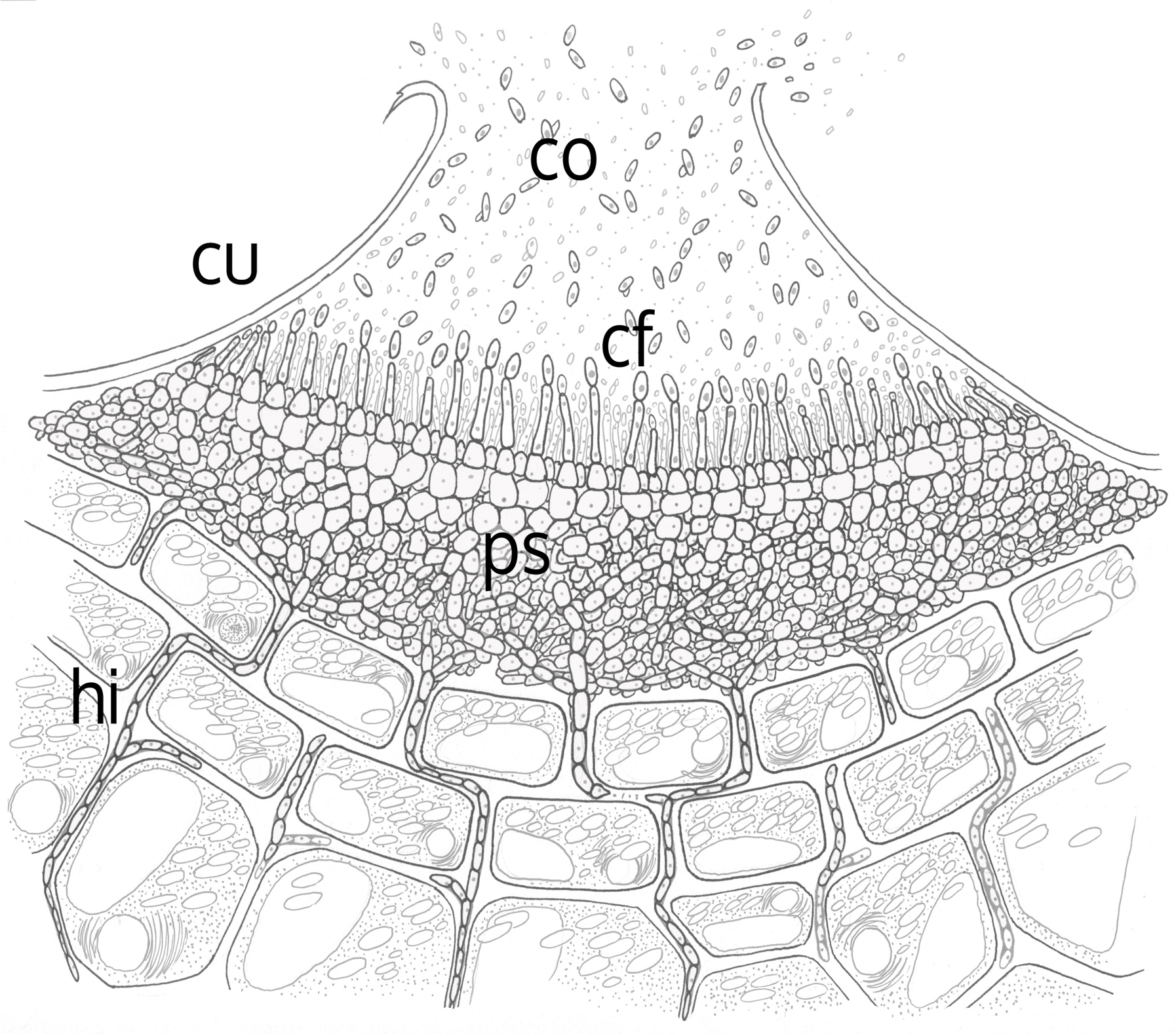

Acerwulus (łac. acervulus, l. mn. acervuli), warstwiak – występująca u niektórych gatunków grzybów struktura służąca do wytwarzania bezpłciowych zarodników konidialnych. Acerwulusy tworzą zwłaszcza grzyby pasożytnicze na komórkach skórki, pod epidermą zaatakowanej rośliny. Acerwulusy mają postać ułożonych palisadowo konidioforów, na końcach których wytwarzane są zarodniki konidialne. Wydostają się one przez otwór powstały w wyniku rozerwania skórki.
Opis ilustracji:
- cu – kutykula
- co – konidia
- cf – konidiofory
- ps – pseudoparenchyma grzybni
- hi – grzybnia substratowa

U wielu grzybów w acerwulusach występuje higroskopijna substancja, która wchłaniając wodę wytwarza śluz oblepiający zarodniki. Padające krople deszczu wybijają z acerwulusa zarodniki wraz ze śluzem. Przenosi je wiatr, a śluz ułatwia ich przyklejenie się do powierzchni rośliny.
Acerwulusy mające postać kubeczka nazywane są kupulą (cupulae).
Acerwulusy to jeden z rodzajów konidiomów. Pozostałe to: koremium, pionnot, sporodochium, kupula, pyknotyrium, pyknidium.